# Hyles maculifera
Hyles maculifera är en fjärilsart som beskrevs av Klemensiewicz. 1912. Hyles maculifera ingår i släktet Hyles och familjen svärmare. Inga underarter finns listade i Catalogue of Life.